# Wodorek berylu
Wodorek berylu, (BeH
2)
n, uproszcz. BeH
2 – nieorganiczny związek chemiczny berylu z wodorem. Atomy wodoru są połączone z atomami berylu wiązaniami kowalencyjnymi (wiązanie trójcentrowe-dwuelektronowe), co odróżnia go od mających budowę jonową wodorków cięższych przedstawicieli metali ziem alkalicznych. Stosowany jako moderator w reaktorach jądrowych. W połowie lat 60. XX wieku był także rozważany jako składnik paliwa rakietowego (w połączeniu z nadchloranem amonu, NH
4ClO
4).

## Synteza
Beryl, w przeciwieństwie do pozostałych pierwiastków ze swojej grupy, nie reaguje bezpośrednio z wodorem. Jego wodorek został otrzymany po raz pierwszy w 1951 roku w wyniku reakcji dimetyloberylu, Be(CH
3)
2, z glinowodorkiem litu, LiAlH
4, prowadzonej w eterze (produkt reakcji jest w nim nierozpuszczalny i się wytrąca).
2 Be(CH
3)
2 + LiAlH
4 → 2 BeH
2↓ + LiAl(CH
3)
4
Reakcję tę można przeprowadzić również, stosując diboran, B
2H
6, w charakterze reagenta. Produkt o wyższej czystości można otrzymać w wyniku rozkładu termicznego bis(tert-butylo)berylu, Be[C(CH
3)
3]
2 prowadzonego w temperaturze 210 °C.
Be[C(CH
3)
3]
2 → BeH
2 + 2 H
2C=C(CH
3)
2↑
Produkt o wysokiej czystości powstaje w wyniku reakcji trifenylofosfiny, PPh
3 z borowodorkiem berylu, Be(BH
4)
2.
Be(BH
4)
2 + 2 PPh
3 → 2 Ph
3PBH
3 + BeH
2↓

## Właściwości
Wodorek berylu otrzymywany jest w postaci bezpostaciowego białego ciała stałego o strukturze polimerycznej. Krystaliczny BeH
2 został otrzymany w roku 1978 w wyniku działania wysokiego ciśnienia i temperatury na produkt amorficzny zawierający domieszkę 0,5-2,5 % mol litu.
Związek rozkłada się na pierwiastki w zakresie temperatury 205–250 °C. Nie rozpuszcza się w rozpuszczalnikach, które go nie rozkładają, reaguje powoli z wodą tworząc wodorotlenek berylu, natomiast z kwasami mineralnymi reaguje energicznie z wytworzeniem odpowiednich soli.
BeH
2 + 2 H
2O → Be(OH)
2 + 2 H
2↑
BeH
2 + 2 H+
 → Be2+
 + 2 H
2↑
W reakcji z trimetyloaminą, N(CH
3)
3, tworzy dimeryczny addukt zawierający mostki wodorowe, natomiast w reakcji z dimetyloaminą, HN(CH
3)
2, powstaje trimeryczna pochodna metylowa diamidku berylu, [Be(N(CH
3)
2)
2]
3, oraz wodór. W reakcji z wodorkiem litu, LiH, w którym anion wodorkowy pełni rolę zasady Lewisa, powstają kolejno LiBeH
3 oraz Li
2BeH
4.

## Dihydrydoberyl

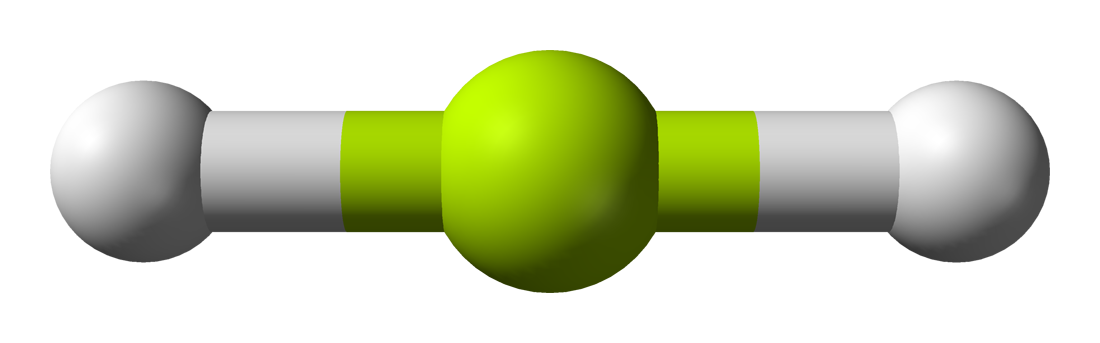
Budowa cząsteczki gazowego BeH_{2}.

Dihydrydoberyl jest nazwą niespolimeryzowanych cząsteczek BeH
2, które występują w postaci gazu utrzymywanego w znacznym rozcieńczeniu. Gazowy BeH
2 nie może występować z postaci nierozcieńczonej, gdyż próba zatężania prowadzi do jego spontanicznej autopolimeryzacji do oligomerów. Badania wolnych cząsteczek BeH
2 otrzymanych przy pomocy wyładowań elektrycznych w wysokich temperaturach wykazały, że mają one budowę liniową i długość wiązania Be−H wynoszącą 133,376 pm.

### Właściwości
Podwójnie koordynująca grupa −BeH może tworzyć addukty poprzez akceptację pary elektronowej od ligandów będących ich donorami:
[BeH
2] + L → [BeH
2L]
Z tego powodu BeH
2 ma charakter kwasu Lewisa. Możliwe jest przyjęcie maksymalnie 4 par elektronowych, tak jak ma to miejsce w przypadku anionu tetrahydrydoberylanowego(2-), BeH2−
4.